# Eilema pusilana
Eilema pusilana är en fjärilsart som beskrevs av Embrik Strand 1912. Eilema pusilana ingår i släktet Eilema och familjen björnspinnare. Inga underarter finns listade i Catalogue of Life.